# Thelotornis
Thelotornis är ett släkte av ormar. Thelotornis ingår i familjen snokar.
Arterna är med en längd av nästan 2 meter stora och smala ormar. De lever i Afrika söder om Sahara. Habitatet varierar mellan regnskogar samt buskskogar och gräsmarker med glest fördelade träd. Individerna klättrar ofta i träd. De jagar ödlor och små fåglar. Dessa ormar är aktiva på dagen. Honor lägger ägg.
Släktets medlemmar har långa och vid nosen spetsiga huvuden.
Arter enligt Catalogue of Life:
- Thelotornis capensis
- Thelotornis kirtlandii
- Thelotornis usambaricus

The Reptile Database listar dessutom:
- Thelotornis mossambicanus